# Os Mercenários 2
The Expendables 2 (bra/prt: Os Mercenários 2) é um filme estadunidense de 2012 dirigido por Simon West, continuação de Os Mercenários. A história segue o grupo de mercenários conhecido como "os Mercenários" enquanto eles empreendem uma missão aparentemente simples que evolui para uma busca por vingança contra o mercenário rival Jean Vilain, que assassinou um dos seus e ameaçou o mundo com uma arma mortal.

## Elenco
| Personagem             | Ator/Atriz            |
| ---------------------- | --------------------- |
| Barney Ross            | Sylvester Stallone    |
| Lee Christmas          | Jason Statham         |
| Yin Yang               | Jet Li                |
| Gunner Jensen          | Dolph Lundgren        |
| Booker                 | Chuck Norris          |
| Villain                | Jean-Claude Van Damme |
| Church                 | Bruce Willis          |
| Trench                 | Arnold Schwarzenegger |
| Hale Caesar            | Terry Crews           |
| Toll Road              | Randy Couture         |
| Billy The Kid          | Liam Hemsworth        |
| Hector                 | Scott Adkins          |
| Maggie                 | Nan Yu                |
| Pilar                  | Amanda Ooms           |
| Lacy                   | Charisma Carpenter    |
| Sofia, Mulher de Billy | Nikolette Noel        |
| Dr. Zhou, Refém        | Wenbo Li              |

## Dublagem brasileira
- Estúdio de dublagem: Delart[6]
- Direção de Dublagem: Manolo Rey[6]
- Cliente: Imagem Filmes[6]
- Tradução: Sérgio Cantú[6]
- Técnico(s) de Gravação: Raphael Rachid[6]
- Edição: Gustavo Andriewiski[6]
- Mixagem: Gustavo Andriewiski[6]

Dubladores
- Luiz Feier[6]
- Armando Tiraboschi[6]
- Ronaldo Júlio[6]
- Flávia Saddy[6]
- Guilherme Briggs[6]
- Dário de Castro[6]
- Marcos Souza[6]
- Hélio Ribeiro[6]
- Maurício Berger[6]
- Garcia Jr.[6]
- Jorge Lucas[6]
- José Sant’Anna[6]
- Hércules Franco[6]
- Lina Rossana[6]

## Produção
Ambientado no Nepal e Albânia, o filme foi gravado na Bulgária. O aeroporto de Plovdiv foi utilizado para uma das cenas. O filme foi dedicado a Liu Kun, um dublê que faleceu nas filmagens.

## Recepção
No site do agregador de críticas Rotten Tomatoes, o filme obteve um índice de aprovação de 67% com base em 134 comentários dos críticos que é seguido do consenso: "Tenso, violento e apropriadamente autodepreciativo, The Expendables 2 oferece aos fãs de ação clássica tudo o que eles podem esperar de um tiro para o alto repleto de estrelas - para o melhor e para o pior." O Metacritic deu-lhe uma pontuação média ponderada de 51 de 100, com base em 28 críticos, indicando "críticas mistas ou médias". As pesquisas do CinemaScore relataram que os espectadores deram ao filme uma nota média de "A–" em uma escala de A + a F, uma melhoria em relação ao "B +" do primeiro filme.

## Sequência
Em março de 2012, Couture afirmou que a terceira parte de Os Mercenários poderia entrar em produção no final de 2012, após o lançamento de Os Mercenários 2. Em abril de 2012, Steven Seagal disse que tinham oferecido um papel a ele em um terceiro filme. Em agosto de 2012, o produtor Avi Lerner confirmou que Nicolas Cage já iria estar no elenco do próximo filme. Também já havia conversado com Clint Eastwood para um papel, e tinha planos de seguir Harrison Ford e se aproximar de Wesley Snipes após a sua libertação da prisão.